# Predstava Hamleta u selu Mrduša Donja
Pour plus de détails, voir Fiche technique et Distribution.
Predstava Hamleta u selu Mrduša Donja (littéralement « une performance de Hamlet dans le village de Mrduša Donja ») est un film yougoslave réalisé par Krsto Papić, sorti en 1973.

## Synopsis
Le village de Mrduša Donja prépare une fête pour l'élection de président de la coopérative agricole. Celui-ci souhaite monter Hamlet de William Shakespeare pour l'occasion et s'octroit le rôle du roi Claudius.

## Fiche technique
- Titre : Predstava Hamleta u selu Mrduša Donja
- Réalisation : Krsto Papić
- Scénario : Krsto Papić et Ivo Brešan d'après sa pièce de théâtre
- Musique : Delo Jusic
- Photographie : Vjenceslav Oreskovic
- Montage : Lida Branis
- Production : Sulejman Kapic (producteur délégué)
- Société de production : Jadran film
- Pays :  Yougoslavie
- Genre : Comédie dramatique
- Durée : 96 minutes
- Date de sortie : 
  - Yougoslavie, Croatie: 31 juillet 1973 (Festival du film de Pula)

## Distribution
- Rade Šerbedžija : Joco / Hamlet
- Milena Dravić : Andja / Ophélie
- Kresimir Zidaric : Bukara / Claudius
- Fabijan Sovagovic : le professeur Andro
- Izet Hajdarhodzic : le père de Jocin
- Ljubiša Samardžić : Macak
- Mate Ergovic : Simurina
- Zvonko Lepetic : Mile
- Zdenka Hersak : Mara
- Ilija Ivezic : le cheminot
- Ivo Pajic
- Slavica Maras
- Rikard Brzeska
- Nevenka Sain
- Branko Matic
- Jovan Stefanovic : l'inspecteur de police

## Distinctions
Le film a été présenté en sélection officielle en compétition lors de la Berlinale 1974,.